# 1-й Ботанический проезд
Пе́рвый Ботани́ческий проезд  — улица на севере Москвы в районе Свиблово Северо-Восточного административного округа от проезда Серебрякова и Лазоревого проезда. Назван в 1960 году по Ботанической улице, существовавшей здесь до 1967 года и упразднённой в связи с реконструкцией. Улица была названа по Главному ботаническому саду РАН, расположенному неподалёку.

## Расположение
Первый Ботанический проезд проходит с юга на север, начинается от проезда Серебрякова, являясь продолжением улицы Вильгельма Пика, пересекает Лазоревый проезд и кончается у усадьбы Свиблово.

## Примечательные места, здания и сооружения

### Здания
Всего зданий: 8; наибольший номер дома - 8с1.

| - 1 - 1б - 1г | - 2 - 3 - 3а | - 5 - 8с1 |

### Учреждения и организации
- Дом 1Б — школа No.102;
- Дом 2 — школа No.297;
- Дом 5 — «Системгазэкспертиза».